# Rendez-vous avec le diable
Pour plus de détails, voir Fiche technique et Distribution.
Rendez-vous avec le diable (摩登天师, Mo deng tian shi) est un film hongkongais réalisé par John Woo et sorti en 1982.

## Fiche technique
- Titre français : Rendez-vous avec le diable
- Titre original : 摩登天师, Mo deng tian shi
- Titre anglophone : To Hell with the Devil
- Réalisation : John Woo
- Scénario : John Woo et Kei Shu
- Musique : Siu-Lam Tang et Goblin
- Photographie : Bill Wong
- Montage : John Woo
- Production : Raymond Chow et Leonard Ho
- Société de production : Golden Harvest
- Pays d'origine :  Hong Kong
- Format : Couleurs - 2,35:1 - 35 mm - son Mono
- Genre : comédie fantastique
- Durée : 88 minutes
- Date de sortie :
  - Hong Kong : 8 avril 1982

## Distribution
- Chan Pak-cheung : Rocky
- Paul Chun : révérend Ma
- Fat Chung : le diable
- Fung Shui-fan : Imp
- Jade Hsu : Peggy
- Ricky Hui : Bruce
- Anders Nelsson
- John Sham : artiste
- Dean Shek : directeur de la série